# バルチャー氷河 (カナダ・ブリティッシュコロンビア州)
バルチャー氷河（英語、Vulture Glacier）は、カナダ・ブリティッシュコロンビア州にある氷河。

## 説明
北緯51度35分54秒、西経116度27分30秒に位置する。
同じくカナダのアルバータ州にも同名の氷河がある。ブリティッシュコロンビア州のバルチャー氷河はワプティク連山に存在する。
この氷河は、標高の高い場所に降り積もった雪が、万年雪となり、さらに氷となって、それが流れ出していることが成因となっている。